# إمبت (أسطورة)
إمبت (بالإنجليزية: Ambat)‏ بطل رب ميلانيزي. علم البشرية فن الخزف والشعائر المختلفة. في الأساطير الميلانيزية لجزيرة ماليكولا، فانواتو، يعتبر أمبت بطلاً ثقافياً سجله إ.ب. الشماس.
في الأسطورة، لدى Temes Malau زوجة غيجان Nevinbumbaau ولديها ابن Mansip. احتجز نيفينبومباو إخوة أمبت الأكبر سناً واحداً تلو الآخر في خندق، حيث مكثوا حتى جاء أمبت لإطلاق سراحهم. حاول الأخوة نفسهم في وقت لاحق قتل أمبت لأنهم يحسدون عليه زوجته الجميلة ليندا، التي علمت بوفاة زوجها عندما رأت الدم على المشط الذي تركه. فهربت من الإخوة، الذين اعتقدوا أنهم قد فازوا (Bonnefoy 1993: 96، 99، 103).